# Eunice (Luizjana)
Eunice – miasto w Stanach Zjednoczonych, w stanie Luizjana, w parafii St. Landry.

## Współpraca
Miejscowość partnerska:
- La Roche-en-Ardenne, Belgia